# Карасёвский сельсовет (Болотнинский район)
Карасевский сельсовет — сельское поселение в Болотнинском районе Новосибирской области Российской Федерации.
Административный центр — село Карасево.

## История
Статус и границы сельского поселения установлены Законом Новосибирской области от 2 июня 2004 года № 200-ОЗ «О статусе и границах муниципальных образований Новосибирской области»

## Население
| 2002 | 2010  | 2012 | 2013 | 2014 | 2015 | 2016 |
| ---- | ----- | ---- | ---- | ---- | ---- | ---- |
| 1131 | ↘1010 | ↘979 | ↘972 | ↘962 | ↘950 | ↘923 |
| 2017 | 2018  | 2019 | 2020 | 2021 |      |      |
| ↗924 | ↗929  | ↘902 | ↘887 | ↘876 |      |      |

## Состав сельского поселения
| № | Населённый пункт | Тип населённого пункта       | Население |
| - | ---------------- | ---------------------------- | --------- |
| 1 | Верхний Елбак    | деревня                      | ↘146      |
| 2 | Карасёво         | село, административный центр | ↘539      |
| 3 | Кругликово       | деревня                      | ↘280      |
| 4 | Насоново         | деревня                      | ↗4        |
| 5 | Новая Поляна     | деревня                      | ↘7        |
| 6 | Старый Елбак     | деревня                      | ↘34       |